# Botifarra (wędlina)

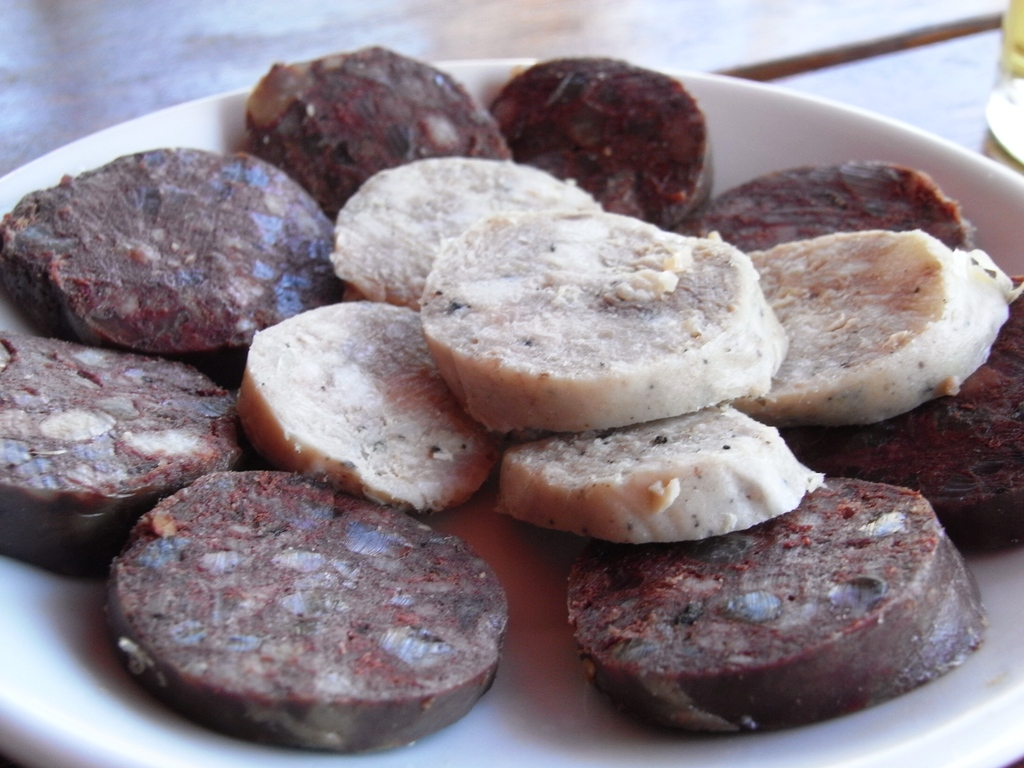
Biała i czarna botifarra

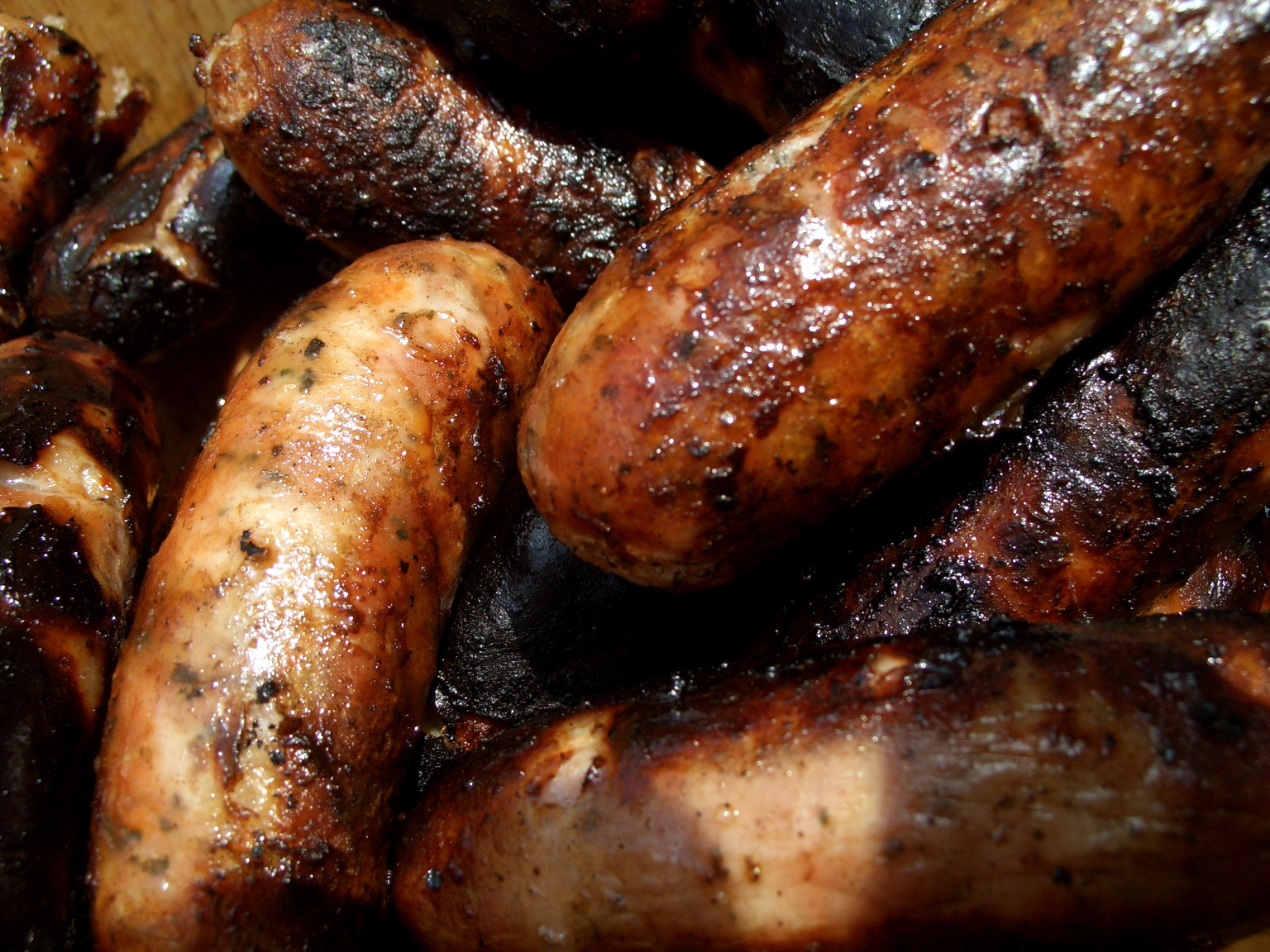
botifarra vermella z grilla

Botifarra – rodzaj hiszpańskiej kiełbasy z siekanego mięsa wieprzowego, wywodzący się z Katalonii. 
W zależności od użytych składników wyróżnia się kilka odmian. Może być spożywana bądź jako wędlina bądź jako danie główne. Poza Katalonią niektóre odmiany znane są także w sąsiednich regionach Półwyspu Iberyjskiego i na Balearach.

## Najczęstsze odmiany
- botifarra vermella: "czerwona", odmiana najczęściej spotykana w Katalonii (niekiedy z dodatkiem grzybów); określana również lokalnie jako botifarra crua ("surowa botifarra")
- botifarra d'arròs: oprócz chudego mięsa zawiera również gotowany ryż i przyprawy
- botifarra blanca "biała": jako główny składnik zawiera chude mięso; w Katalonii spożywana zwyczajowo na Ostatki
- botifarra catalana: z tłustego mięsa, często z dodatkiem trufli
- botifarra d'ou: poza mięsem zawiera też jajka; typowa potrawa na Ostatki
- botifarra negra: "czarna" dzięki zawartości krwi wieprzowej; najpopularniejsza odmiana w Walencji, popularna też jako danie ostatkowe
- botifarró: w Katalonii podobna do "czarnej", lecz z dodatkiem cebuli; na Majorce czarna, ale z dodatkiem orzeszków piniowych i nasion kopru włoskiego